# Farsiwan
 (novembre 2022).
La mise en forme du texte ne suit pas les recommandations de Wikipédia : il faut le « wikifier ».
Les points d'amélioration suivants sont les cas les plus fréquents. Le détail des points à revoir est peut-être précisé sur la page de discussion.
- Les titres sont pré-formatés par le logiciel. Ils ne sont ni en capitales, ni en gras.
- Le texte ne doit pas être écrit en capitales (les noms de famille non plus), ni en gras, ni en italique, ni en « petit »…
- Le gras n'est utilisé que pour surligner le titre de l'article dans l'introduction, une seule fois.
- L'italique est rarement utilisé : mots en langue étrangère, titres d'œuvres, noms de bateaux, etc.
- Les citations ne sont pas en italique mais en corps de texte normal. Elles sont entourées par des guillemets français : « et ».
- Les listes à puces sont à éviter, des paragraphes rédigés étant largement préférés. Les tableaux sont à réserver à la présentation de données structurées (résultats, etc.).
- Les appels de note de bas de page (petits chiffres en exposant, introduits par l'outil «  Source ») sont à placer entre la fin de phrase et le point final[comme ça].
- Les liens internes (vers d'autres articles de Wikipédia) sont à choisir avec parcimonie. Créez des liens vers des articles approfondissant le sujet. Les termes génériques sans rapport avec le sujet sont à éviter, ainsi que les répétitions de liens vers un même terme.
- Les liens externes sont à placer uniquement dans une section « Liens externes », à la fin de l'article. Ces liens sont à choisir avec parcimonie suivant les règles définies. Si un lien sert de source à l'article, son insertion dans le texte est à faire par les notes de bas de page.
- La présentation des références doit suivre les conventions bibliographiques. Il est recommandé d'utiliser les modèles {{Ouvrage}}, {{Chapitre}}, {{Article}}, {{Lien web}} et/ou {{Bibliographie}}. Le mode d'édition visuel peut mettre en forme automatiquement les références.
- Insérer une infobox (cadre d'informations à droite) n'est pas obligatoire pour parachever la mise en page.

Pour une aide détaillée, merci de consulter Aide:Wikification.
Si vous pensez que ces points ont été résolus, vous pouvez retirer ce bandeau et améliorer la mise en forme d'un autre article.
Le terme Farsiwan ou Fārsīwān (pachto/persan : فارسیوان ou ses formes régionales : Pārsīwān ou Pārsībān) désigne un groupe de personnes de l'ouest de l'Afghanistan qui parlent le persan. Le terme "Farsiwan" signifie "locuteur du persan (farsi)".
Le terme « Farsiwan » fait principalement référence à un groupe linguistique, bien que ce groupe ait développé une identité historique qui fait du terme un terme quasi-ethnique. Les Farsiwan sont des membres des groupes ethniques tadjike et pachtoune, mais ce qui les différencie également du reste de leurs groupes ethniques est leur appartenance à la confession chiite duodécimaine. Au fil du temps, ils ont développé une identité historique, ainsi qu'une identité linguistique. 

## Répartition géographique
Les Farsiwan vivent majoritairement dans l'ouest de l'Afghanistan. Les Farsiwan tadjiks sont principalement concentrés autour de la ville de Hérat, entre Ghourian et Tchecht-Charif, le long du fleuve Hari Roud, et les Farsiwan pachtounes vivent plus au sud, le long des fleuves Adraskan (ou Harout) et Farah, dans les villes de Sabzewar (Chindand) et Farah. Un autre groupe de Farsiwan habite autour de Zarandj, près de la frontière avec l'Iran, et un autre le long des fleuves Khach Roud et Hirmand (ou Helmand en pachto), autour des villes de Delaram, Lachkar Gah et Gerechk. Il y a également des communautés de Farsiwan à Kandahar, Ghazni, Mazar-e-Charif et Kaboul.

## Nombre
Selon des estimations datant de 1995, il y avait entre 600 000 et 830 000 Afghans qui s'identifiaient eux-mêmes comme Farsiwan, en plus de leur identité ethnique principale. L’ethnologue Michael Izady estime que les Farsiwan représentent 4,2% de la population totale de l’Afghanistan, soit environ 1,5 million d’individus en 2020-22. Un nombre non négligeable de Farsiwan vit dans la diaspora afghane, notamment en Iran, Allemagne, Suède, États-Unis ou au Canada. 

## Religion
La plupart des Farsiwan sont musulmans chiites de rite "athna achari" ou duodécimain. La conversion d'une partie des habitants de l'ouest de l'Afghanistan remonte à l'ère safavide (XVI-XVIIIe siècles), quand la majorité des habitants de l'Empire Iranien (qui incluait l'ouest de l'Afghanistan) fut convertie du sunnisme au chiisme. 
L'identité à prédominance chiite des Farsiwan en fait une minorité religieuse en l'Afghanistan. 

## Langue
Les Farsiwan sont des locuteurs du persan (farsi ou dari). Les principaux dialectes du persan des Farsiwan sont le hérati (province de Hérat) et le sistani (parlé dans les provinces de Farah, Nimrouz ou Helmand). En cela, ils sont proches des Iraniens vivant dans le Khorassan et le Sistan iranien. 